# Leonas Milčius
Leonas Milčius (*  11. Dezember 1942 in  Kluoniškiai, Rajongemeinde Kaunas) ist ein litauischer Politiker.

## Leben
Von 1949 bis 1956 lernte er in Zapyškis und  1960 in Ežerėlis bei Kaunas.  1965 absolvierte er das Diplomstudium an der Fakultät für Mechanisation an der LŽŪA. Von 1965 bis 1967 lehrte er im Technikum der Landwirtschaft in Joniškėlis. Von 1967 bis 1990 studierte er in der Aspirantur und war wissenschaftlicher Mitarbeiter und Leiter der Unterabteilung am Forschungsinstitut für Mechanisation und Elektrifizierung der Landwirtschaft Litauens. Danach war er Mitglied im Seimas.